# بخش استرنگنس
بخش استرنگنس (به سوئدی: Strängnäs kommun) یک ناحیه شهری در سوئد است که در شهرستان سودرمانلاند واقع شده‌است.